# Romanu
Romanu je rumunská obec v župě Brăila. V roce 2011 zde žilo 1 782 obyvatel. Obec se skládá ze dvou částí.

## Části obce
- Romanu – 1 357 obyvatel
- Oancea – 425 obyvatel